# TCI (심리검사)
TCI(Temperament and Character Inventory,기질 및 성격 검사지)는 로버트 클로닌저(Robert Cloninger) 등이 고안한 성격 특성의 목록이다.  이것은 로버트 클로닌저(Robert Cloninger)이 개발한 초기모델 TPQ(Tridimensional Personality Questionnaire) 기질 검사지와 밀접하게 관련되어 있으며, 추가적으로 성격 검사지가 포함되어 완성되었다. 마빈 주커맨(Marvin Zuckerman)의 대안 5(Alternative five)와 한스 아이젠크(Hans Jurgen Eysenck)의 모델과 5 요인 모델의 성격의 차원과도 관련이 있다.
TCI는 7 가지 기질 및 성격 특성에 기초한다.
4 개의 기질(temperament) 분류
-새로움 추구 (NS,Novelty Seeking) - 모험 , 도전등 잠재적 유익에대한 집중정도
-피해 회피 (HA,Harm Avoidance) -손해,위험에대한  회피 정도
-보상 의존성 (RD,Reward Dependence) - 사회적 보상신호 에대한 반응정도
-지속성 (PS,Persistence) - 지속적 강화에 관계없이 보상가능성을 신뢰하는 정도
그리고 3 개의 캐릭터(character)
-자기 지향성 (SD,Self-Directedness) - 자기목표설계및 관리등의 자율성
-협동성 (CO,Cooperativeness ) - 자기의 목표와 타인의 이익을 같은방향으로 설정하는데 대한 가치정도
-자기 초월 (ST,Self-Transcendence) - 범자연적이고 환경친화적인 동일시나 일체감의 인지 정도
이러한 각 특성에는 다양한 수의 하위 척도가 있다. 치수는 240개 항목 설문지에서 결정된다.
TCI는 성격 특성의 개인 차이의 근본 원인을 설명하려는 심리학적 모델을 기반으로한다.

## 주요 개념
생리학적이고 과학적인 생리심리학적 관점을 바탕으로하는 기질 및 성격 형성에대한 분류로서 TCI심리검사는 기질이 성격형성에 미치는 영향을 감안함으로써 긍정적인 성격형성을 위한 기질의 유용 가능성을 보여줄뿐만아니라 의지가 태도를 변화시킬 수 있다는 사실의 확인이라는 성격심리학의 주요한 목표를 위한 측정도구를 제시한다. 이러한 맥락에서 TCI 프로파일 평가는 인지행동주의적 접근에서 재해석이 가능하다.

## 같이 보기
- MMPI
- SCT
- 특성 이론